# Врангель, Герман
Герман Врангель (швед. Herman Wrangel, нем. Hermann von Wrangel, 29 июня 1587, Эстляндия — 11 декабря 1643, Рига, Лифляндия)  — шведский фельдмаршал.
В битве при Кокенгузене в 1607 году попал в плен к русским, но вскоре был отпущен и участвовал в осаде Ивангорода. В 1609 году Врангель уже командовал отдельным отрядом против поляков; вскоре король Карл IX послал его против датчан, которые захватили его в плен. Выпущенный в 1613 году, он продолжил служить и в 1621 году был уже фельдмаршалом, одерживая победы над поляками в Лифляндии и Пруссии, а в 1629 году заставил их просить перемирия. Участвуя в походе Густава-Адольфа, Врангель вернулся после смерти короля в Лифляндию, заключил в 1635 году мир с Польшей в Стумсдорфе и через год послан управлять Померанией. Там он разбил австрийского генерала Мирцина, соединился с фельдмаршалом Ваннером в 1638 году, но поссорился с ним из-за плана кампании и был отозван королевой Кристиной. Назначенный генерал-губернатором Лифляндии, Врангель скончался в Риге в 1643 году, оставив сына (Карла-Густава), слава которого затмила славу отца.